# ArXiv
arΧiv (on la Χ és la lletra grega khi) és un repositori de prepublicacions d'articles científics en format digital en els camps de les matemàtiques, física, informàtica i biologia que poden ser obtinguts lliurement a través d'Internet. En molts de camps de les matemàtiques i la física, gairebé tots els articles científics es poden trobar a arXiv. L'octubre del 2008, arXiv.org ultrapassà el mig milió de publicacions electròniques, amb uns 5.000 articles nous afegits cada mes. El 2014 va arribar al milió d'articles i als 2 milions el 2021. L'abril de 2021, la taxa d'enviament era d'uns 16.000 articles al mes.

## Història
Originalment arXiv fou desenvolupat per Paul Ginsparg i començà el 1991 com un arxiu de publicacions electròniques de física i després es va ampliar per incloure astronomia, matemàtiques, ciències de la computació, ciències no lineals, biologia quantitativa i, més recentment, estadística. Prest va esdevenir obvi que hi havia una demanda de preservació a llarg termini dels articles. Es va adoptar el terme e-print (electronic preprint, prepublicació electrònica) per a referir-se a aquests articles. Ginsparg rebé el premi MacArthur Fellowship l'any 2002 per la seva creació d'arXiv.
Al principi arXiv estava allotjat en un servidor del Laboratori Nacional de Los Alamos (a xxx.lanl.gov, d'aquí el seu primer nom LANL preprint archive). Actualment es troba, i és operat, a la Cornell University, amb mirrors distribuïts arreu del món. Canvià el seu nom i adreça a arXiv.org l'any 1999 per a una major flexibilitat.
La seva existència fou un dels factors que causaren l'actual revolució en la publicació científica, coneguda com a moviment d'accés obert, amb la possibilitat d'una eventual desaparició de les revistes científiques tradicionals. Els matemàtics i científics professionals carreguen les seves publicacions regularment a arXiv.org pel seu accés universal i a vegades per tal que siguin revisats abans de publicar-los en revistes revisades per experts.
Actualment arXiv és finançat per la Cornell University i per la National Science Foundation.

## Funcionament
Els autors poden enviar els fitxers dels seus articles escrits amb TeX/LaTeX, o en format PDF obtingut a partir d'altres processadors de textos. A tal fi poden usar la interfície de la web arxiv.org.
Amb la submissió, els articles queden classificats en categories i subcategories. En cas necessari, els autors poden revisar els seus articles. Totes les revisions queden emmagatzemades amb un número de revisió i la data d'aquesta.
No hi ha cap revisió dels articles, tot i que hi ha un grup de moderadors que vetlla per la integritat de l'arxiu. Addicionalment, el 2004 es va establir un procediment d'endorsement (aprovació) dels articles; els autors que ja han publicat són automàticament endorsers, de manera que a la pràctica aquest procediment no representa gaire complicació.
L'accés a les publicacions és universal, i es fa a través de la web arxiv.org o els seus mirrors.
Tant la submissió dels articles com la seva obtenció també es poden fer per email. Antigament aquest era l'únic procediment disponible, ja que l'arxiu va començar a funcionar abans que existís la World Wide Web.